# 小松彩夏
小松 彩夏（こまつ あやか、1986年7月23日 - ）は、日本の女優、ファッションモデル、元グラビアアイドル。岩手県一関市出身。2019年3月31日までアミューズ所属。現在はMALLOW st.所属。既婚。

## 来歴
雑誌「CANDy」（白泉社）のモデルオーディションに応募したことがきっかけで、デビューし、その専属モデルとして活動。
2003年、実写版『美少女戦士セーラームーン』（CBC・TBS系）の愛野美奈子/セーラーヴィーナス役を演じ脚光を浴びた。高校在学中だった当時は東北新幹線で岩手から東京に通っていた。
2004年、日テレジェニック2004に選出され、以後はグラビアアイドルとしての活動が中心となる。
2005年、高校卒業にあわせて千葉に父と兄と住み、一年間上京資金を貯めていた。その後東京で暮らす。「（東京で普段見る景色に）山がなくて落ち着かない」と発言している。
2019年3月31日をもって、デビュー以来16年間所属していた、アミューズとの契約を満了し、自らのブログでも報告した。今後は、自らのオフィシャルサイトにて活動を知らせる旨もブログで記している。
2021年、男女問わずに着られるカジュアルなアパレルブランド『502EASY』を立ち上げる。
2023年6月に一関市観光大使の委嘱を受けた（任期2年間）。
2023年現在、グラビアアイドルとしての活動はしておらず、既に卒業したものとみられる。
2023年7月23日、一般男性との結婚を発表。あわせて結婚相手の仕事の関係で仙台市へ拠点を移すことを報告した。
2025年1月28日、第１子男児を出産。

## 人物
- 兄が2人おり、そのうちの一人は東京ディズニーランドで緑の妖精（造園担当）をしている。
- 梅干が好物。
- 憧れの女優は、事務所の先輩だった深津絵里。
- 一関市立南小学校[10]時代はスポーツ少年団でバスケットボール部と陸上部に所属。中学・高校時代は卓球部に所属。
- グラビアでの活動拠点だった『週刊ヤングサンデー』（小学館）が休刊になった際、ヤンサン常連組の多くが移った『週刊ヤングマガジン』（講談社）や同じ発売日の『週刊ヤングジャンプ』（集英社）ではなく、同じ小学館の『ビッグコミックスピリッツ』にてヤンサン休刊後初の週刊漫画誌グラビア出演となった。その後2009年10月にヤンマガ初出演を果たす。
- 実写版の『美少女戦士セーラームーン』で共演した沢井美優、泉里香、北川景子、安座間美優とは親友で、4人それぞれの誕生日会などで定期的に集まっている（通称「戦士会」）。特に沢井とは大の仲良しで、互いのブログに度々登場する。また、後に小松は北川と2009年に『ブザー・ビート』で再共演している。
- かつて同じ事務所だった田野アサミと仲がいい。
- まつ毛が長いが、つけまつげやエクステなどはしていないとのこと[11]。
- 髪の素の色が比較的茶色いため、よく公式ブログを通してファンから「髪を染めているか」という質問が出る。
- 外見的な悩みは、左右の目の大きさが違うことであるという。
- ケアベアを溺愛しており、数え切れない種類のケアベアを集めている。

## 出演

### テレビドラマ
- 美少女戦士セーラームーン（2003年10月4日 - 2004年9月25日、CBC） - 愛野美奈子 / セーラーヴィーナス（セーラーV） 役
- 着信アリ 第4話（2005年11月4日、テレビ朝日） - 小田桐恭子 役
- 逃亡者 木島丈一郎（2005年12月10日、フジテレビ）
- 翼の折れた天使たち 第三夜 「アクトレス」（2006年3月1日、フジテレビ）
- クロサギ 第6話（2006年5月19日、TBS）
- ダンドリ娘（2006年6月21日 - 8月23日、フジテレビ） - 主演・只野光 役
- ダンドリ。〜Dance☆Drill〜 最終話（2006年9月19日、フジテレビ） - 只野光 役
- Ns'あおいスペシャル桜川病院最悪の日（2006年9月26日、フジテレビ）
- 一生忘れない物語 「Million Films」（2006年9月30日、テレビ朝日） - 中野歩美 役
- 占い師 天尽 第2話（2007年1月19日、CBC） - 香苗 役
- 戦場のガールズライフ（2007年1月21日 - 3月25日、ホームドラマチャンネル） - 小林美深 役
- バンビ〜ノ!（2007年4月18日 - 6月27日、日本テレビ） - 皆川こずえ 役
- 働きマン 第3話（2007年10月24日、日本テレビ） - 堀田めぐみ 役
- 子ほめ（2007年12月8日、関西テレビ） - 由美 役
- アベレイジ 「売り切れの憂鬱」（2008年3月28日、フジテレビ）
- キミ犯人じゃないよね? 第7話（2008年5月23日、テレビ朝日） - 野田あすか 役
- ガリレオΦ（2008年10月4日、フジテレビ） - 平原瑤子役
- the波乗りレストラン（2008年11月1日 - 9日、日本テレビ） - 柴田弘子 役
- MW-ムウ- 第0章〜悪魔のゲーム〜（2009年6月30日、日本テレビ） - 岡崎愛子 役
- ブザー・ビート〜崖っぷちのヒーロー〜（2009年7月13日 - 9月21日、フジテレビ） - 金沢しおん 役
- 断絶（2009年10月3日、テレビ朝日） - 工藤愛子 役
- 東京DOGS 第5話（2009年11月16日、フジテレビ）
- 853〜刑事・加茂伸之介 第5話（2010年2月18日、テレビ朝日） - 氷川唯 役
- インディゴの夜 エピソード11 - 12（2010年3月15日 - 25日、東海テレビ） - 木下有紗 役
- 土曜ワイド劇場 おかしな刑事6（2010年4月10日、テレビ朝日） - 渡辺玲 役
- 絶対零度〜未解決事件特命捜査〜 第1話（2010年4月13日、フジテレビ） - 迫田麻衣 役
- 夏の恋は虹色に輝く（2010年7月19日 - 9月20日、フジテレビ） - 野崎佳奈 役
- 美咲ナンバーワン!!（2011年1月12日 - 3月16日、日本テレビ） - 梨奈 役
- サイン（2011年1月19日 - 3月16日、MBS） - 宮内ゆか 役
- ショートピース 「クズ」（2011年5月22日、フジテレビ）
- 新・警視庁捜査一課9係 season3 第3話（2011年7月20日、テレビ朝日） - 倉橋理緒 役
- 見てはいけないTV もっとあなたの知らない世界 「忘れられた約束」（2011年8月1日、BS日テレ） - 主演・ヒトミ 役
- 秘密諜報員 エリカ 第9話（2011年12月1日、読売テレビ） - 白石莉沙 役
- 撮らないで下さい!!グラビアアイドル裏物語（2012年1月13日 - 4月6日、テレビ東京） - コマツアヤカ 役
- 鍵のかかった部屋 第5話（2012年5月14日、フジテレビ） - 斉藤美里 役
- 月曜ゴールデン 釣り刑事3（2012年8月27日、TBS） - 青山美紀 役
- 踊る大捜査線 THE LAST TV サラリーマン刑事と最後の難事件（2012年9月1日、フジテレビ）
- 水曜ミステリー9 森村誠一サスペンス 刑事の証明4（2012年10月31日、テレビ東京） - 時岡真美 役
- 孤独のグルメ Season2 第6話（2012年11月14日、テレビ東京）- ケーキ屋店員 役
- 匿名探偵 第6話（2012年11月16日、テレビ朝日） - 服部弥生 役
- 終電バイバイ 第4話（2013年2月4日、TBS） - 木下こずえ 役
- 石川くん（2013年2月7日 - 28日、NHKワンセグ2 / NHKEテレ）
- あぽやん〜走る国際空港 第5話（2013年2月14日、TBS） - イシイ 役
- ラスト♡シンデレラ 第5話（2013年5月9日、フジテレビ） - 理恵 役
- 金曜プレステージ 十津川捜査班（フジテレビ） - 江端沙織 役
  - 8（2014年1月24日）
  - 9（2014年7月25日）
  - 10（2016年7月29日）
- ラスト・ドクター〜監察医アキタの検死報告〜 第7話（2014年8月29日、テレビ東京） - 千代 役
- マッチング・ラブ（2014年12月24日放送予定、TBS） - 礼央奈 役[12]
- 保育探偵25時〜花咲慎一郎は眠れない!!〜 最終話（2015年3月13日、テレビ東京） - 名波さくら 役
- 医師たちの恋愛事情 第2話・6話・7話（2015年4月16日・5月14日・21日、フジテレビ） - 由梨絵 役
- 花咲舞が黙ってない 第2シリーズ 第7話（2015年8月19日、日本テレビ） - 沙羅 役
- 馬子先輩の言う通り（2015年10月10日 - 12月26日、フジテレビ） - 並子 役
- テレビせとうち開局30周年記念ドラマ「がんばれ!ホワイトピーチーズ」（2015年12月20日、テレビせとうち）[13]
- 吉原裏同心〜新春吉原の大火〜（2016年1月3日、NHK） - 鈴音 役
- 家族ノカタチ 第6話（2016年2月21日、TBS） - 丸山久美 役
- グッドパートナー 無敵の弁護士 第6話（2016年5月26日、テレビ朝日） - 大田蘭子 役
- 嫌われる勇気 第4話（2017年2月2日、TBS） - 吉川有美 役
- 科捜研の女 第16シリーズ 第15話（2017年2月23日、テレビ朝日） - 野宮枝織 役
- オトナ高校 第1話（2017年10月14日、テレビ朝日） - 山崎亜里沙 役
- 正義のセ 最終話（2018年6月13日、日本テレビ） - 樋口奈央 役
- 白衣の戦士!（2019年4月10日 - 6月19日、日本テレビ系） - 藤井雪乃 役
- 騎士竜戦隊リュウソウジャー 第39話「奪われた聖夜」（2019年12月22日、テレビ朝日） - あかり 役
- アンサング・シンデレラ 病院薬剤師の処方箋 最終話 (2020年9月24日、フジテレビ） - 米川理恵 役
- 遺留捜査 第6シーズン 最終話（2021年3月18日、テレビ朝日） - 福井真衣 役
- ナイト・ドクター 第2話（2021年6月28日、フジテレビ） - 母親 役
- ブラック/クロウズ〜roppongi underground〜 第2話（2022年7月6日、フジテレビ） - 白川陽子 役

### 配信ドラマ
- 20-CRY- 「ハンバーグ」（2008年12月24日、DOR@MO） - リナ 役
- 映画 キラー・ヴァージンロード プロローグドラマ 「AYAKA編〜前編 / 後編〜」（2009年8月17日 - 24日、LISMO Channel） - AYAKA 役
- MARIA age18 まりあ〜初恋〜（2010年6月1日、魔法のiらんどTV） - ひなの 役
- MARIA age19 まりあ〜心涙〜（2010年7月1日、魔法のiらんどTV） - ひなの 役
- MARIA age20 まりあ〜運命〜（2010年8月1日、魔法のiらんどTV） - ひなの 役

### ラジオドラマ
- 終活ビデオ作ります（2014年5月24日、NHK-FM） - 主演・なつみ 役

### バラエティ
- アイドル道（2003年4月 - 9月、フジテレビ721）
- プレミアの巣窟 4thシーズン（2005年10月14日 - 2006年3月24日、フジテレビ）
- 恋するハニカミ!（2006年1月6日 - 2007年1月2日、TBS） - 第4代目アシスタント
- セーラー戦士 20年目の同窓会（2023年12月25日、CBCテレビ）

### ウェブテレビ
- 男女7人波物語 ―恋愛も、競走だー（2020年3月8日、AbemaTV）[14]

### 映画
- 踊る大捜査線 THE MOVIE 2 レインボーブリッジを封鎖せよ!（2003年7月19日、東宝） - 噛み付き魔の被害者の女子高校生 役
- 恋文日和（2004年12月4日、シネカノン） - 宮下千雪 役
- ドリフト / ドリフト2（2006年6月17日 / 7月1日、トルネード・フィルム） - 主演・一路美菜 役
- マスター・オブ・サンダー 決戦!!封魔龍虎伝（2006年8月19日、日活） - カオリ 役
- 僕は妹に恋をする（2007年1月20日、ショウゲート） - 楠友華 役
- 容疑者Xの献身（2008年10月4日、東宝） - 平原瑤子 役
- エト-eto-（2009年1月1日、DLE） - シブシゲ（声） 役
- 感染列島（2009年1月17日、東宝） - 柏村杏子 役
- MW-ムウ-（2009年7月4日、ギャガ） - 岡崎愛子 役
- キラー・ヴァージンロード（2009年9月12日、東宝） - AYAKA 役
- NECK[ネック]（2010年8月21日、アスミック・エース） - 香織 役
- らもトリップ 「仔羊ドリー」（2012年2月25日、東京芸術大学） - 比護歩美 役
- 僕等がいた 前編 / 後編（2012年3月17日 / 4月21日、東宝 / アスミック・エース） - 山本奈々 役
- 踊る大捜査線 THE FINAL 新たなる希望（2012年9月7日、東宝）
- 武蔵野線の姉妹（2012年11月17日、アイエス・フィールド） - 宗方しずる 役
- ネオン蝶（2013年6月4日、テンダープロ） - 主演・吉田桜子 役[15]
- トーク・トゥ・ザ・デッド（2013年8月3日、トラヴィス） - 主演・百合 役[16]
- Miss ZOMBIE（2013年9月14日、ライブ・ビューイング・ジャパン） - 主演・沙羅 役[17]
- 夏前。おわり（2014年11月1日、ENBUゼミナール）
- 横たわる彼女（2014年12月6日） - 主演・松浦桃子 役[18]

### 舞台
- アンラッキー・デイズ（2007年9月19日 - 27日、青山円形劇場） - 主演・ミキ 役
- エブリ リトル シング（2008年7月11日 - 20日、紀伊國屋サザンシアター）
- 眠れぬ夜のホンキートンクブルース完結編〜ホスト参上〜（2008年10月3日 - 13日、シアターサンモール） - 睦美 役
- カゴツルベ（2009年3月16日 - 31日、青山劇場） - お市 役
- ライトフライト〜帰りたい奴ら〜（2009年10月16日 - 11月23日、東京サンシャイン劇場他）
- 眠れぬ夜の1×8レクイエム〜ネイキッドポリスアカデミー〜（2010年6月9日 - 15日、紀伊國屋ホール） - 三村桃子 役
- ライン♪（2011年8月4日 - 7日、銀座博品館劇場） - 北野美環 役
- ニンギョヒメ（2012年1月10日 - 15日 / 2012年5月16日 - 20日、上野ストアハウス / CBGKシブゲキ!!） - ニンギョヒメ 役
- 見上げればあの日と同じ空（2013年4月4日 - 15日、紀伊國屋ホール） - 高部さゆり 役
- 真っ白な図面とタイムマシン（2014年3月8日 - 16日、青山円形劇場） - 柴森あやめ 役[19]
- 中の人（2014年4月25日 - 5月18日、東京 / 大阪） - 夏鈴 役[20]
- 想稿・銀河鉄道の夜（2016年3月6日 - 4月3日、東京 / 福島 / 宮城 / 岩手） - ジョバンニ 役[21]

### ファッションショー
- TOKYO GIRLS COLLECTION in NAGOYA（2012年9月1日、ナゴヤドーム）

### CM
- 日本コカ・コーラ ファンタ（2005年 - ）[22]
- サークルKサンクス（2008年5月13日 - 19日）
- 三菱東京UFJ銀行（2009年3月 - 4月）
- 日本スポーツ振興センター BIG（2013年6月 - ）
- JR東海 tokyo bookmark（2014年2月 - ）
- 日本コカ・コーラ ヨーグルスタンド  Ｂ１乳酸菌 「わたしの健康方程式」篇（2019年）[23]
- 令和4年度県民のための市町村交通災害共済（岩手県限定、2022年）

### MV
- Candy 「Promise」（2005年5月18日）
- Buzy 「パシオン」（2005年11月9日）
- 鈴木亜美 joins キリンジ 「それもきっとしあわせ」（2007年3月14日）
- クリス・ハート 「幸せをみつけられるように」（2014年3月19日）

### その他
- シコウヒンTV（2009年8月4日 - 11日）
- 福山雅治のオールナイトニッポンサタデースペシャル魂のラジオ 大童貞祭イメージガールとして出演 (2014年2月15日)
- 味の素 今夜はてづくり気分 ５秒解説ディナー ミネストローネ篇[24][25]（2018年10月 - ）
- Anime Friends 2019（2019年7月）

## 出版物

### CD
- キラリ☆セーラードリーム! c/w C'est la vie ～私のなかの恋する部分（2003年11月、コロムビアミュージックエンタテインメント）
- 美少女戦士セーラームーン DJ Moon（2004年2月、同上）
- コロちゃんパック　美少女戦士セーラームーン（2004年2月、同上）
- 美少女戦士セーラームーン キャラクター・ソング セーラーヴィーナス・愛野美奈子（2004年3月、同上）
- コロちゃんパック　美少女戦士セーラームーン 2（2004年5月、同上）
- 美少女戦士セーラームーン DJ Moon 2（2004年5月、同上）
- 美少女戦士セーラームーン Dear My Friend（2004年6月、同上）
- 美少女戦士セーラームーン DJ Moon 3（2004年7月、同上）
- コロちゃんパック　美少女戦士セーラームーン 3（2004年7月、同上）
- 美少女戦士セーラームーン Moonlight Real Girl Memorial CD-BOX（2004年9月、同上）愛野美奈子のミニアルバム「I'll Be Here」を含む3枚組
- 美少女戦士セーラームーン 全曲集（2004年11月、同上）

### DVD
- Figure A 日テレジェニック2004 小松彩夏（2004年8月、バップ）
- 女神のChu! 日テレジェニック2004 小松彩夏（2005年1月、バップ）
- まさか… 小松彩夏（2005年10月22日、ワニブックス）
- 書を捨てよ、水着になろう!（2007年1月24日、リバプール）
- DREAM NOTE（2007年9月26日、リバプール）
- ハッピーエンド♪～DREAM NOTE II～（2007年12月21日、リバプール）
- AYAKA×小松彩夏（2009年9月5日、ワニブックス）
- アヤカフル（2011年6月25日、ワニブックス）
- Hawaaaaaaaaaaii（2012年9月、イーネット・フロンティア）

### 写真集
- アヤカノナツ（2004年9月、ワニブックス、撮影：栗山秀作）ISBN 978-4847028229
- 日直－日テレジェニック・オフィシャル写真集（2004年12月、日本テレビ放送網、撮影：くぼたあきひと）ISBN 978-4820399209
- Summer Date（2005年8月24日、ワニブックス、撮影：藤代冥砂）ISBN 978-4847028816
- Moon Doll（2006年3月7日、小学館、撮影：西條彰仁）ISBN 978-4093721059
- Cheeeeeez♥（2007年5月20日、ワニブックス、撮影：今村敏彦）ISBN 978-4847040092
- AYAKA×killer Virgin Road（2009年7月23日、ワニブックス、撮影：飯塚昌太）ISBN 978-4847041877
- アヤカのゼンブ（2011年3月30日、ワニブックス、撮影：栗山秀作）ISBN 978-4-8470-4366-6
- コマゴコチ（2012年10月27日、ワニブックス、撮影：熊谷貫）ISBN 978-4847045042